# Wall (Wuppertal)

Der Wall 1904, im Hintergrund das neue Elberfelder Rathaus

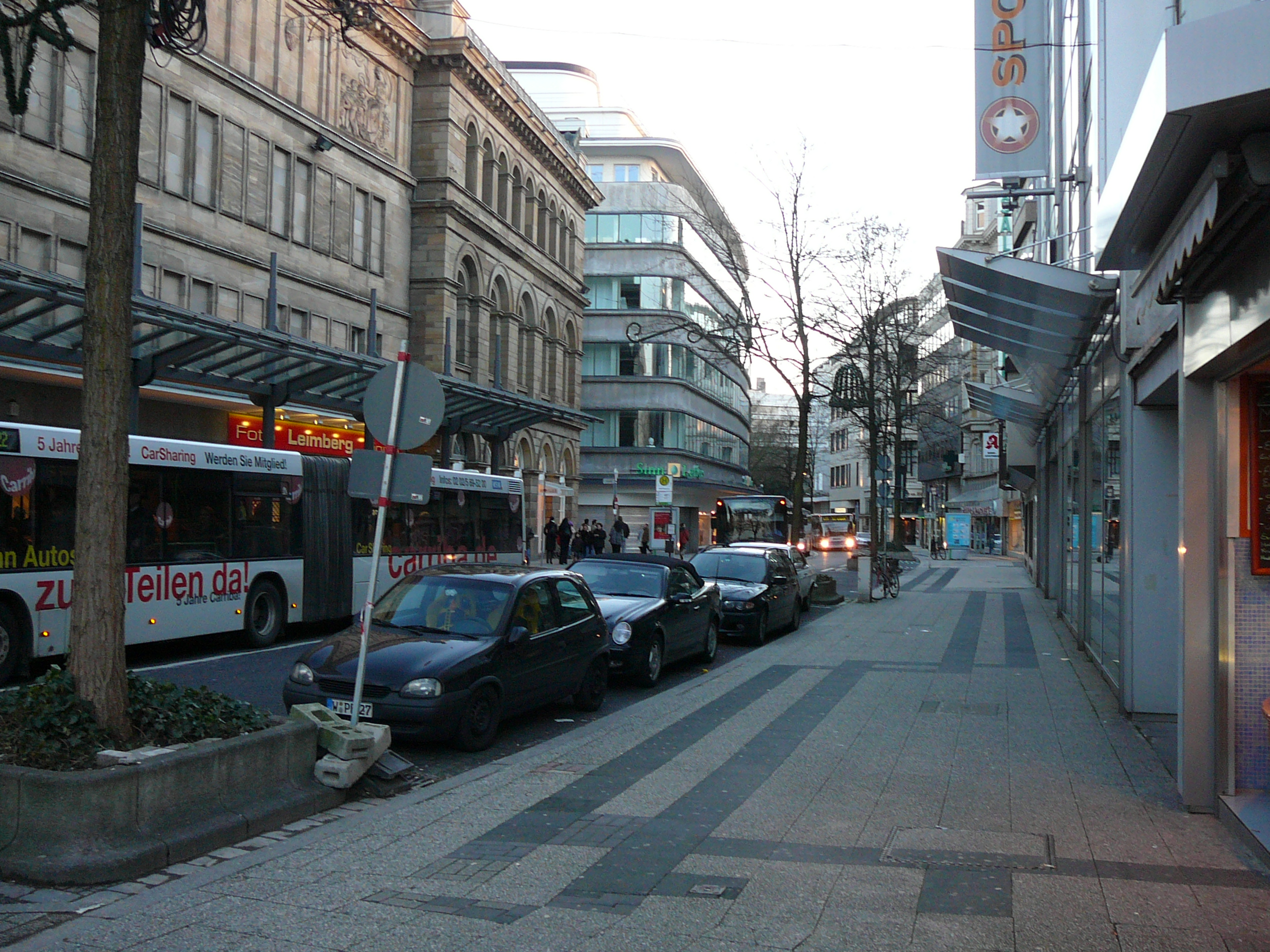
Der Wall in Richtung Süden

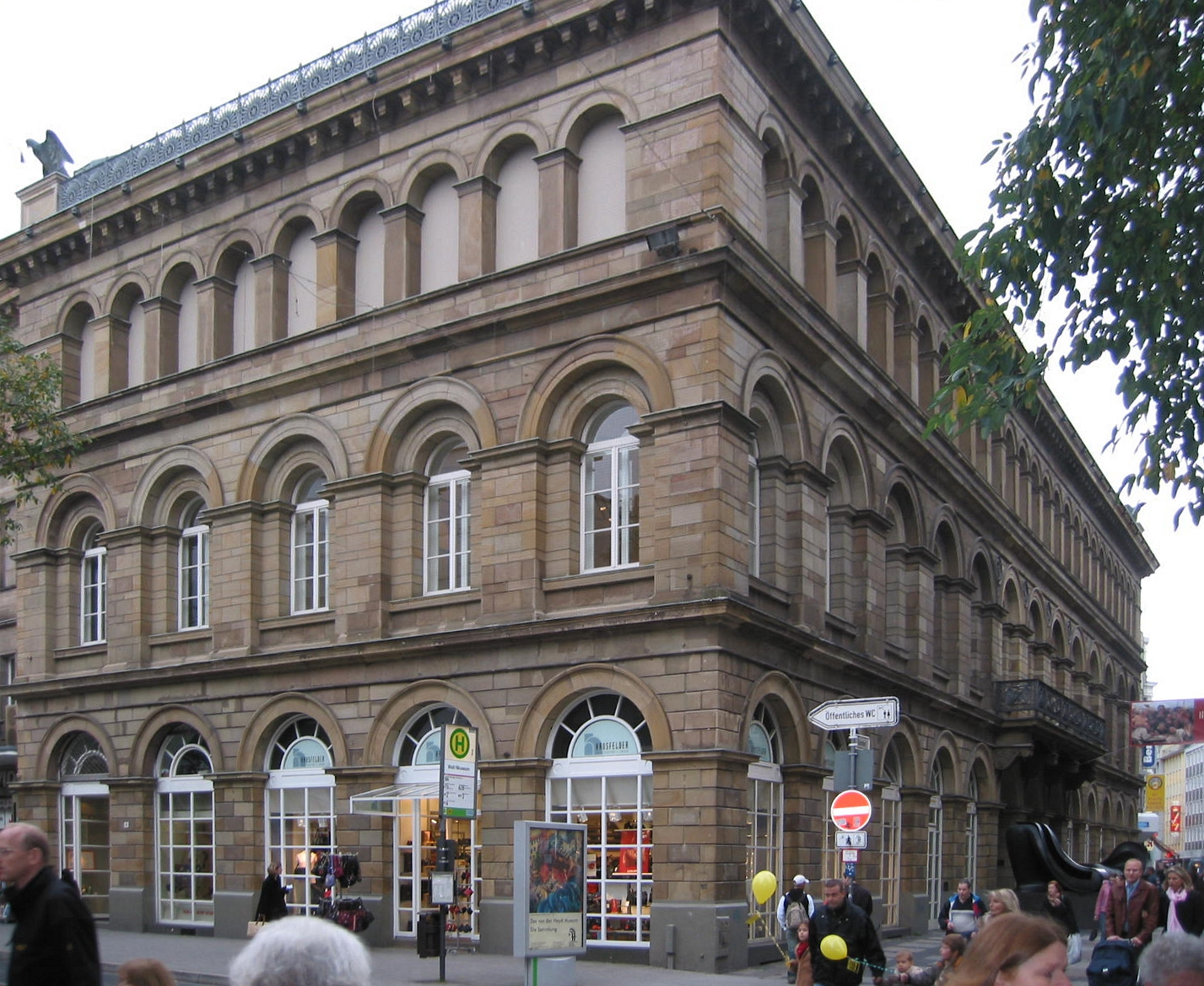
Das Von der Heydt-Museum am Wall, ehemals Rathaus

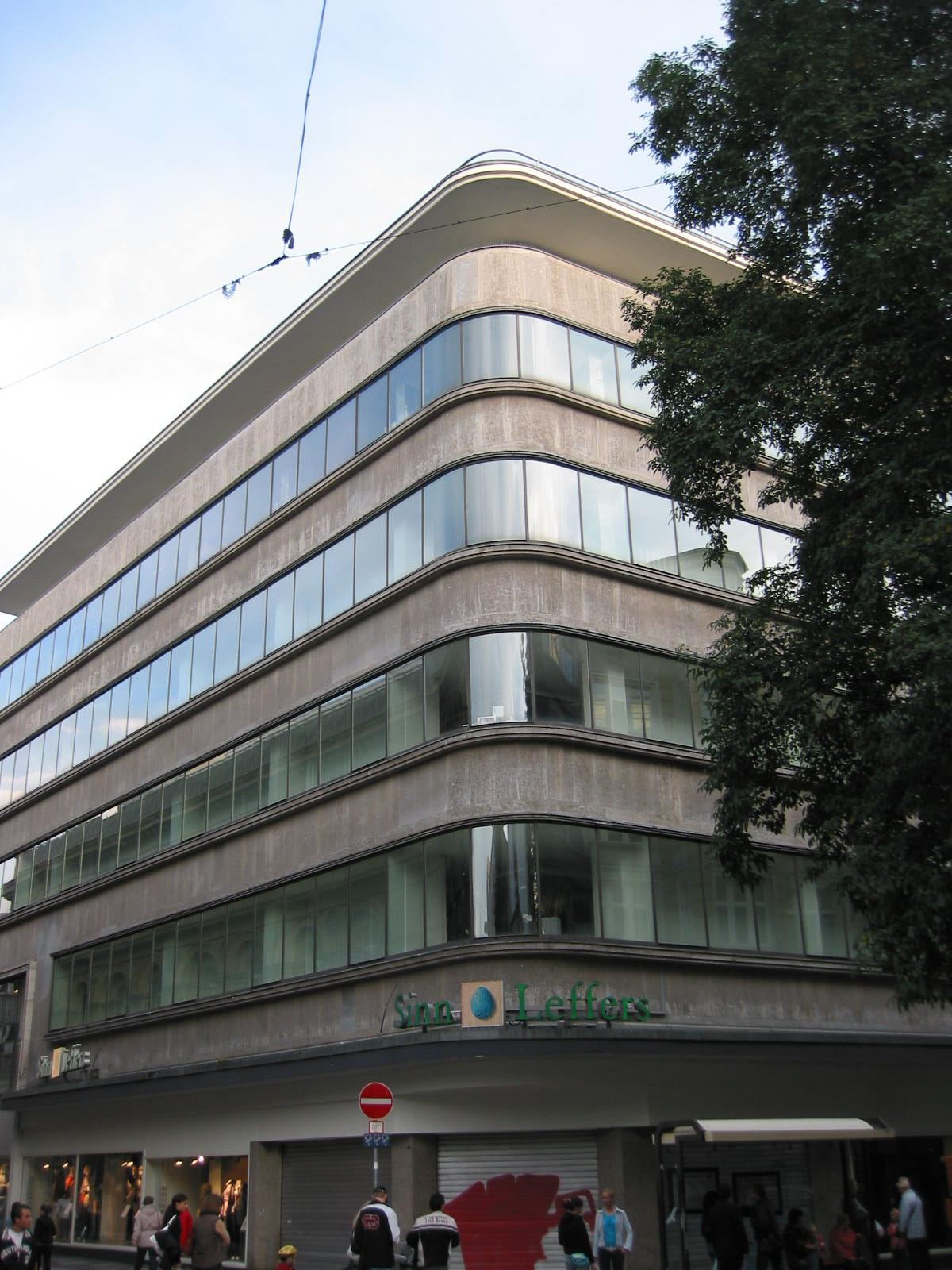
Kaufhaus Michel im Bauhaus-Stil, Wall / Turmhof

Der Wall ist eine innerstädtische Geschäftsstraße in Wuppertal-Elberfeld. Er beginnt am Neumarkt und führt in südlicher Richtung bis zur Wupper. Diese kann dort über die Isländer Brücke überquert werden. Ab Ende 2012 fungierte der Wall vorübergehend als zentraler Busbahnhof Wuppertals.

## Geschichte
Wie der Name der Straße schon andeutet, folgt der Straßenverlauf dem Wall, der westlichen Stadtbefestigung von Elberfeld. Diese verlief östlich parallel zur Straße und setzte sich in etwa in den heutigen Straßenzügen Grabenstraße und Morianstraße sowie entlang der Wupper fort. Die Stadtbefestigung kann man sich vermutlich als Erdwall mit Palisaden vorstellen. Im Bereich der Straße „Wall“ floss außerdem der Mirker Bach zur Wupper hin, der im Stadtteil Uellendahl entspringt. Der Mittelbereich der Stadtbefestigung, im Bereich der Straßen Turmhof und Burgstraße, wurde von der Burg Elberfeld zusätzlich militärisch verstärkt. Sie brannte im 16. Jahrhundert ab, an ihrer Stelle wurden Wohnbauten und das Rathaus der Stadt errichtet.
Im Dreißigjährigen Krieg wurde Elberfeld mehrfach Angriffsziel. Die Befestigungen erwiesen sich als zu schwach, um der Bevölkerung Schutz zu bieten. Deshalb ebnete man die Anlagen ein und legte eine Straße an. Diese entwickelte sich rasch zu einer der wichtigsten Straßen Elberfelds, was durch die Lage des ehemaligen Rathauses dokumentiert wurde. Außerdem bildete die später so genannte Isländer Brücke in der Fortsetzung der Straße für lange Zeit die einzige feste Wupperbrücke.
Mit Beginn des enormen Wachstums änderte sich nichts an dieser zentralen Funktion, auch wenn die im 19. Jahrhundert erbaute Brücke am Döppersberg den neuen Schwerpunkt der Stadt bildete. Zahlreiche elegante Geschäfte wurden in den klassizistischen Häusern eröffnet. Bei den Luftangriffen im Zweiten Weltkrieg wurden viele der Gebäude am Wall zerstört. Den wiederaufgebauten Häusern gelang es nicht, die gewachsene Atmosphäre der Vorkriegszeit zu ersetzen.
Ende 2012 beginnen die Bauarbeiten am Döppersberg. Ab Ende 2014 wird an der B7 gearbeitet, sodass der Wall ab diesem Zeitpunkt für etwa drei Jahre bis zur Fertigstellung des neuen Hauptbahnhofes als provisorischer Busbahnhof herhalten muss.

## Architektur
Als architektonisch interessante Bauten sind hervorzuheben:
- das im klassizistisch-toskanischen Stil erbaute alte Elberfelder Rathaus, das bis zur Eröffnung des Elberfelder Rathauses als Rathaus diente und nun das Von der Heydt-Museum beherbergt.
- das ehemalige Fritzsche-Haus, ein 1901 erbautes ehemaliges Textilkaufhaus mit aufwändig gestaltetem Treppenhaus und einer Jugendstilfassade, die seit den 1970er Jahren etwa 30 Jahre lang hinter Aluminiumpaneelen versteckt war
- am Wall Ecke Turmhof das in den frühen 1930er Jahren im Bauhaus-Stil von den Architekten Emil Fahrenkamp und Georg Schäfer erbaute Kaufhaus Michel, dessen klare Linien ebenfalls von Anfang der 1970er Jahre bis 1999 mit den Aluminiumpaneelen eines Möbelhauses verkleidet war